# Zrinka Cvitešić
Zrinka Cvitešić (ur. 18 lipca 1979 w Karlovacu) – chorwacka aktorka.
Od 2005 r. pracuje w Chorwackim Teatrze Narodowym. Za rolę Luny w filmie Jej droga otrzymała Złotą Arenę na Festiwalu Filmowym w Puli.

## Filmografia
- 2001: Celestial Body
- 2004: Muszkieterka jako Elena
- 2010: Jej droga jako Luna
- 2012: Die Brücke am Ibar jako Danica
- 2012: Pieniądze i medycyna jako dr Lovrić